# Anschlussstelle Essen-Nord
Die Anschlussstelle Essen-Nord (ehemals Autobahnkreuz Essen-Nord) verbindet die A 42 mit der B 224. Es hat eine Kleeblattform und liegt im Norden des Essener Stadtteils Altenessen, südlich vom Rhein-Herne-Kanal. Beide Straßen sind in der Anschlussstelle vierspurig ausgebaut.

## Ausbau der B224 zur A52
Mit dem geplanten Ausbau der B 224 zur A 52 zwischen Essen, Gladbeck und Gelsenkirchen Buer-West wird die Anschlussstelle Essen-Nord wieder zum Autobahnkreuz Essen-Nord umgewidmet werden.

## Verkehrsaufkommen
| Von                   | Nach                       | Durchschnittliche tägliche Verkehrsstärke | Durchschnittliche tägliche Verkehrsstärke | Durchschnittliche tägliche Verkehrsstärke | Anteil Schwerlastverkehr | Anteil Schwerlastverkehr | Anteil Schwerlastverkehr |
| Von                   | Nach                       | 2005                                      | 2010                                      | 2015                                      | 2005                     | 2010                     | 2015                     |
| --------------------- | -------------------------- | ----------------------------------------- | ----------------------------------------- | ----------------------------------------- | ------------------------ | ------------------------ | ------------------------ |
| AS Bottrop-Süd (A 42) | AS Essen-Nord              | 72.900                                    | 65.300                                    | 73.800                                    | 11,8 %                   | 11,3 %                   | 10,3 %                   |
| AS Essen-Nord         | AS Essen-Altenessen (A 42) | 75.500                                    | 69.000                                    | 78.700                                    | 11,3 %                   | 09,8 %                   | 09,8 %                   |
| Prosperstraße (B 224) | AS Essen-Nord              | 41.700                                    | 43.500                                    | 39.500                                    | 04,6 %                   | 07,6 %                   | 07,3 %                   |
| AS Essen-Nord         | Hövelstraße (B 224)        | 41.200                                    | 44.400                                    | 45.200                                    | 04,3 %                   | 04,5 %                   | 04,7 %                   |